# Дулсе Мария
Дулсе Мария Еспиноса Савиньон (на испански: Dulce María Espinosa Saviñón), известна като Дулсе Мария е мексиканска актриса, певица, композитор, авторка на песни, родена на 6 декември 1985 г. Тя е зодия Стрелец.

## Биография

### Прякори
Първият си прякор получила едва на 17 години, в музикалната група „Jeans“, където я нарекли Candy Max. Candy е английският превод на личното име на мексиканката (на български: Сладка, Сладкиш), а Max идвало от това, че винаги била заредена с огромно количество енергия. Приятелите ѝ понякога я наричат Дул като съкращение от името ѝ. Бившият ѝ приятел Алфонсо Ерера ѝ измисля прякора Ardilla (на български Катерица), а колегите ѝ от RBD са отговорни за прякорите ѝ Chucky, La Guzman, La Roja, Bam-bam, La senorita espejo, La Dulgestitos.

### Актьорска кариера
Кариерата ѝ започва още от много малка с участия в реклами. На 8 години участва в телевизионните предавания „El Club de Gaby“ и „Улица Сезам“, а след това и в „Discovery Kids“ Също като дете се снима в късометражния филм „Quimera“, следват теленовелите „Семеен портрет“, „Alondra“, „Полетът на орела“, „Huracan“, „Есперанса“, „Infierno en el paraiso“, „DKDA“. През 1999 г. играе заедно с приятелката си от детството Анаи в игралния филм „Inesperado Amor“, който разглежда въпросите за проблемите и нерешителностите на младежите. През 2001 г. Дулсе отново играе редом до Анаи в младежката теленовела „Primer Amor... A Mil Por Hora“, а след това има участия и в „Лудо влюбени“ и „El Juego de la Vida“, две също доста успешни теленовели на Телевиса. Без съмнение обаче големият шанс за Дулсе Мария като актриса ѝ е предоставен от Педро Дамян, когато той я кани за ролята на Марсела Мехия в превърналата се в абсолютен хит в Мексико „Clase 406“. Марсела е мечтателка, която бленува за своя приказен принц, и го намира в лицето на Хуан Давид. След огромния успех на този проект Педро кани актрисата и за следващата си теленовела – „Непокорните“, която има дори още по-грандиозен успех, и то не само в Мексико, а и по целия свят. В България първите 100 епизода от сериала бяха излъчени по BBT, а след това по настояване на феновете му е закупен целият от TV7, които го излъчват и по канала си Super7.
През 2008 г. публикува първата си книга „Dulce Amargo“, в която описва собствените си преживявания и опитности, които иска да сподели с младата публика.
През 2009 г. играе главната роля в теленовелата Verano de amor, заедно с Гонзало Гарсия Виванко и Ari Borovoy, на която режисьор е също Педро Дамян и в която Дулсе продължава с музикалните теми, изпяти за интротата на теленовалата, а именно El verano и Déjame ser.
През септември същата година е избрана от Google, Save the Children y Chicos.net за лице за кампанията „Да на технологиите“, чиято цел е да популяризира използването на новите технологии и Интернет сред децата и младежите.
Връх в нейната социална ангажираност е създаването през 2009 г. на фондацията Fundación Dulce Amanecer, която подкрепя социално слабите майки и техните деца, а също така се застъпва за опазване на околната среда.
През 2010 г. се очакваше да бъде завършен филмът „Una vez más“ с филмов продуцент Stan Jakubowicz, същия, който направи мексиканския филм La mujer de mi hermana, но завършването му остана за следващата година.
През април 2010 г. Дулсе Мария започна нов проект в киното с режисьор Гонзало Юстиниано, а филмът е Alguien ha visto a Lupita, в който играе и детето актьор Cristián de la Fuente. Филмът се очаква да бъде готов през март 2011 г. и да бъде показан на фестивалите в Кан и Ню Йорк.
Дулсе Мария изпълнява главната роля и в епизод от третия сезон на сериала „Mujeres asesinas“ (Жени убийци), с продуцент Педро Торес.

### Музикална кариера
Освен че е много талантлива актриса, младата мексиканка се изявява и като певица. Започва с детската група KIDS на голям концерт в Двореца на спортовете в Мексико сити на 20 април 1997 г. с тогавашните си колеги Даниел, Марифер, Давид, Шерлин и Хорхе. С тях изпява песни като La mejor de tus Sonrisas, Salchichas con Puré и Prende el Switch. Остава в KIDS до началото на 1999 г., когато решава да напусне групата заедно с Даниел. Малко след това се опитва да се върне в музиката, сформирайки заедно с Даниел, дует D&D. Записват пет песни, но проектът не се осъществява по неясни причини.
След напускането на Анджи, един от членовете на групата „Jeans“, Дулсе Мария заема нейното място в младежката формация. Тя бързо се приобщава към останалите момичета Пати, Карла и Рехина. Заедно с „Jeans“ записва първия си диск на име Cuarto Para Las Cuatro, от който са пуснати синглите Entre Azul y Buenas Noches и Corazón Confidente. Те носят голяма популярност на момичетата, но когато получава предложението за роля в „Clase 406“, Дулсе избира актьорската кариера пред певческата. Тя заявява, че ще се върне в „Jeans“ след края на снимките на тази теленовела, но това никога не се случва.
Дулсе има една самостоятелна песен в саундтрака на Clase 406, който има почти толкова голям успех, колкото и самата теленовела. Веднага след този сериал, се присъединява към Непокорните и там възниква нова музикална група с участието на Дулсе Мария, която я изстрелва към международната слава и счупени музикални рекорди по целия свят. Това е групата RBD, в която освен Дулсе, участват Анаи, Алфонсо Ерера, Кристиан Чавес, Маите Перони и Кристофър Укерман.
През 2009 г. Дулсе Мария получава две номинации от Premios Juventud, и записва дует със северноамериканския певец Akon на тема Красота.
През същата година дублира с гласа си лекарката Моли Кокату, един от централните персонажи в анимационния филм El agente 00-P2. През юни 2009 подписва договор с Universal Music, с които трябва да запише солов албум, който се очаква през 2010.
На 17 май 2010 г. беше пуснат на пазара първия ѝ сингъл Inevitable (Неизбежно) от първия ѝ албум като солистка Extranjera (Чужденка), който се въртеше с голям успех по радиата по света. Тази песен се изкачи на върха на продажбите в Колумбия, счупвайки рекордите, а в Испания дискът беше разпродаден само за няколко часа. Видеото на песента има над 10 милиона гредания в канала на певицата в VEVO, като те всекидневно растат. Дулсе Мария прави ремикс на песента Inevitable с испанския DJ Хуан Маган. Когато певицата гостуваше в Португалия тя записа дует на песента с ТТ прециално за своите фенове в страната.
На 9 ноември 2010 г. излезе на пазара албумът Extranjera – първа част, който се радва на големи продажби в страни като Венецуела, Аржентина, Испания, Бразилия, САЩ, а в Мексико и Колумбия зае първите места в продажбите.

## Филмография
- Мисля за теб (Pienso en ti) 2023 г. – Емилия Риверо
- Лъжовно сърце (Corazon que miente) 2016 г. – Рената Ферер Хауреги
- Да лъжеш, за да живееш (Mentir para vivir) 2013 г. – Хоакина Тоскано
- Лятото на любовта (Verano de amor) 2009 г. – Миранда Перея Олмос
- RBD: La familia 2007 г. – Дул
- La energía de Sonric'slandia 2005 г. – 	Роберта Пардо Рей
- Непокорните (Мексико) (Rebelde (Mexico)) 2004\5 г. – Роберта Пардо
- Клас 406 (Clase 406) 2002\3 г. – Марсела Мехия
- Играта на живота (Мексико) (El juego de la vida (Mexico)) 2001 г.
- Винаги ще те обечам (Siempre te amare) 2000 г.
- Bienvenida al clan 2000 г.
- Първа любов (Primer amor... a mil por hora) 2000 г. – Британи
- Лудо влюбени (Locura de amor) 2000 г. – Химена
- Inesperado amor 1999 г.
- Ад в Рая (Infierno en el Paraíso) 1999 г. – Дариана Валдивия (като дете)
- Есперанса (Nunca te olvidare) 1999 г. – малката Силвия
- ДКДА: мечтите на младостта (DKDA: Sueños de juventud) 1999 – 2000 г. – Мари Сехитас
- Ураган (Huracan) 1997 г. – Росио Медина (като дете)
- Алондра (Alondra) 1995 г.
- Семеен портрет (Retrato de familia) 1995 г. – Елвира (дете)
- Quimera, 1994 г.
- Полетът на орела (El vuelo del águila) 1994 г. – Делфина (като дете)